# Eriococcus arctostaphyli
Eriococcus arctostaphyli är en insektsart som beskrevs av Ferris 1955. Eriococcus arctostaphyli ingår i släktet Eriococcus och familjen filtsköldlöss. Inga underarter finns listade i Catalogue of Life.